# هارستا هيفاء زهراء
هارستا هيفاء زهراء (من مواليد 5 سبتمبر 2003) هي عارضة أزياء إندونيسية وناشطة بيئية وحاملة لقب ملكة جمال توجت بوتري إندونيسيا 2024. وأصبحت ثاني امرأة سونديونية تفوز باللقب على التوالي بعد فوز فرحانة ناريسواري به في النسخة السابقة.